# Досталь, Николай Николаевич
Никола́й Никола́евич До́сталь (21 мая 1946, Москва — 18 января 2023) — советский и российский киноактёр, кинорежиссёр и сценарист. Народный артист Российской Федерации (2008).

## Биография
Родился 21 мая 1946 года в Москве в семье кинорежиссёра Николая Владимировича Досталя (1909—1959) и персиянки Джахантаб Сарафи (1918—1946), виолончелистки из общины бахаи в Ашхабаде. Пасынок Натальи Андросовой (урождённой княжны Искандер) — праправнучки Николая I, последней из семьи Романовых, остававшихся в СССР и постсоветской России. Брат продюсера Владимира Досталя.
В 1970 году окончил факультет журналистики МГУ, в 1972 году — Высшие курсы сценаристов и режиссёров (мастерская Георгия Данелии).
Режиссёр был госпитализирован 14 января 2023 года, в последние годы боролся с раком.
Скончался 18 января 2023 года в больнице на 77-м году жизни от рака предстательной железы. Церемония прощания прошла 22 января в московской ЦКБ. Похоронен на Новодевичьем кладбище.

## Творчество

### Актёр
- 1964 — До свидания, мальчики — Саша Кригер
- 1967 — Морские рассказы — Хозе-Мария Дамец
- 1970 — Расплата — Резо
- 1971 — Ехали в трамвае Ильф и Петров — член комиссии в цирке

### Режиссёр
- 1981 — Ожидаются похолодание и снег
- 1985 — Человек с аккордеоном
- 1987 — Шура и Просвирняк
- 1989 — Я в полном порядке
- 1990 — Облако-рай
- 1992 — Маленький гигант большого секса
- 1995 — Мелкий бес
- 1997 — Полицейские и воры
- 1999 — Россия. XX век. Взгляд на власть
- 2001 — Гражданин начальник (ТВ)
- 2003 — Стилет (ТВ)
- 2004 — Штрафбат (ТВ)
- 2005 — Коля — перекати поле
- 2007 — Завещание Ленина (ТВ)
- 2009 — Петя по дороге в Царствие Небесное
- 2011 — Раскол (ТВ)
- 2016 — Монах и бес

### Сценарист
- 1987 — Шура и Просвирняк
- 1989 — Я в полном порядке
- 1992 — Маленький гигант большого секса
- 1997 — Полицейские и воры
- 2005 — Коля — перекати поле
- 2006 — Очарование зла

### Второй режиссёр
- 1975 — Не может быть!
- 1972 — Опасный поворот

## Признание и награды
- 1991 — «Кинотавр». Приз «За разрушение барьера между фильмами для всех и кино для избранных» — «Облако-рай».
- 1991 — Кинофестиваль в Локарно. Приз Серебряный леопард — «Облако-рай».
- 1991 — Кинофестиваль в Локарно. Приз экуменического жюри — «Облако-рай».
- 1991 — Кинофестиваль в Локарно. Приз ФИПРЕССИ (Международная ассоциация кинопрессы) — «Облако-рай».
- 1991 — Кинофестиваль в Локарно. Приз C.I.C.A.E. (Международная конфедерация киноискусства) — «Облако-рай».
- 1991 — Второй Международный Кинофестиваль европейского кино (Франция, город Ля Боль). Гран-при — «Облако-рай».
- 1992 — «Золотой овен» Приз Российской кинопрессы «Открытие года» — «Облако-рай».
- 1997 — Звание Заслуженный деятель искусств Российской Федерации.[10].
- 2005 — «ТЭФИ» в номинации «Телевизионный художественный сериал» — «Штрафбат».[11]
- 2005 — Тринадцатый Кинофестиваль «Виват кино России!» (Санкт-Петербург). Лучший телевизионный фильм — «Штрафбат».[11]
- 2005 — «Десятый Фестиваль Кино и телевидения» за лучший телесериал (Швейцария, город Женева) — «Штрафбат».[11]
- 2005 — «Международный фестиваль военного кино имени Ю. Н. Озерова» (город Чебоксары) Приз «Золотой меч» за лучший телесериал — «Штрафбат».[11]
- 2005 — Московский международный телевизионно-театральный фестиваль «Этот день Победы». Приз за лучший телесериал — «Штрафбат».[11]
- 2005 — «Золотая ладья» — за лучший игровой фильм на кинофестивале «Окно в Европу» — «Коля — перекати поле».
- 2005 — Кинофестиваль «Улыбнись, Россия». Главный приз — «Коля — перекати поле».
- 2007 — Премия города Москвы 2007 года в области искусства — «Коля — перекати поле».
- 2007 — «ТЭФИ» в номинации «Телевизионный художественный сериал» — «Завещание Ленина».
- 2008 — Звание Народный артист Российской Федерации.
- 2008 — Специальный приз Совета Академии «Ника» «За творческие достижения в искусстве телевизионного кинематографа» — «Завещание Ленина».
- 2008 — Премия «Золотой орёл» за лучший телевизионный сериал (более 10 серий) — «Завещание Ленина».
- 2009 — 31-й Московский международный кинофестиваль. Гран-при «Золотой Святой Георгий» — «Петя по дороге в Царствие Небесное».
- 2012 — Специальный приз Совета Академии «Ника» «За творческие достижения в искусстве телевизионного кинематографа» — за фильм «Раскол».
- 2016 — 38-й Московский Международный Кинофестиваль. Приз Федерации киноклубов России. Лучший фильм российских программ по результатам рейтингового голосования — «Монах и бес».
- 2016 — Десятый Кинофестиваль исторического кино «Вече» (Великий- Новгород). Гран-при — «Монах и бес», приз «Лучший режиссёр».[12]
- 2016 — Четырнадцатый Кинофестиваль «Покров» (город Киев). Гран-при — «Монах и бес».
- 2016 — Орден Украинской Православной Церкви Святого Николая Чудотворца
- 2017 — 25-й Кинофестиваль «Виват кино России!» (Санкт-Петербург). Приз за режиссуру — «Монах и бес».
- 2017 — Двенадцатый Международный православный Сретенский кинофестиваль «Встреча» (город Обнинск). Гран-при — «Монах и бес».